# Parastheneboea laetior
Parastheneboea laetior är en insektsart. Parastheneboea laetior ingår i släktet Parastheneboea och familjen Diapheromeridae.

## Underarter
Arten delas in i följande underarter:
- P. l. laetior
- P. l. monticola